# Xoán Gato
Juan Gato Díaz (Ferrol, 1946), más conocido como Xoán Gato, es un político de Galicia (España). Elegido en abril de 2010 para presidir la «Cámara de Comercio de Ferrol», es el «coordinador nacional» del partido político de ámbito gallego Converxencia Galega, escisión de TEGA. Fue alcalde de Narón durante 24 años y candidato a la Presidencia de la Junta de Galicia en las elecciones autonómicas del 1 de marzo de 2009.

## Biografía
Diplomado en Relaciones Laborales por la Universidad de Santiago de Compostela, este antiguo trabajador del astillero Astano, fue concejal de obras y urbanismo en Narón, localidad coruñesa de la comarca de Ferrol, por el Partido Socialista Galego-Esquerda Galega (PSG-EG) durante la alcaldía del ex sacerdote Antonio Martínez Aneiros durante la primera corporación municipal de la democracia. Una vez que Martínez Aneiros fue elegido diputado en el Parlamento de Galicia, en 1985, Xoán Gato lo sucedió al frente de la alcaldía.
Con la integración de Unidade Galega, la sucesora del PSG-EG en el Bloque Nacionalista Galego (BNG), el equipo de gobierno del ayuntamiento de Narón, descontento con la decisión del partido, fundó Unidade por Narón, formación de carácter localista naronés. Con ese partido gobernó en coalición con Esquerda Unida (1995-1999) y con el BNG (1999-2003), y ya en 2003, consiguió la mayoría absoluta con 13 de los 21 concejales.
Para las elecciones municipales de 2007 se presentó como candidato por Narón de Terra Galega, obteniendo 10 concejales, y quedando a uno de la mayoría absoluta. Fue uno de los miembros fundadores de esta formación política, y actualmente ocupa el puesto de coordinador nacional. Desde 1985 hasta 2009, fue el alcalde de Narón, siendo sustituido por Xosé Manuel Blanco, de Terra Galega. Fue elegido presidente de la Cámara de Comercio de Ferrol en las elecciones celebradas el 22 de abril de 2010.

## Datos personales
Está casado y tiene tres hijos y seis nietos.